# Hrafn Úlfhéðinsson
Hrafn Úlfhéðinsson (m. 1138) fue un lagman (lögsögumaður) de Islandia en el siglo XII. Era nieto de Gunnar Þorgrímsson hinn spaki que fue también lagman en dos ocasiones. Hrafn fue elegido en su cargo en el althing de 1135 hasta su muerte en 1138. Su hijo Hallur Hrafnsson fue abad del monasterio de Munkaþverá y su hija Hallbera Hrafnsdóttir casó con el abad Hreins Styrmisson del monasterio de Þingeyrar. Su figura histórica aparece en la saga Sturlunga, e Íslendingabók.